# Bernt Anker
Bernt Anker (22. november 1746 i Christiania – 22. april 1805 i København) var en norsk handelsmagnat, bror til Peder Anker, fætter til Carsten og Peter Anker.
Efter privatundervisning i hjemmet blev han 1764 student i København og rejste derpå 3 år i udlandet. Frem for at indtræde i diplomatiet, hvad der var tilbudt ham og vistnok stemte med hans lyst, valgte han efter moderens opfordring at overtage bestyrelsen af boet efter faderen, og 1767-83 ledede han nu med fremragende dygtighed det meget betydelige handelshus, hvis omsætning i denne for landets handel særdeles gunstige tid stadig øgedes.
1773 havde han ved at ægte den rige Morten Leuchs enke, Mathia, f. Collet (1737-1801) erhvervet en stor egen formue, og ved moderens død blev Anker landets måske rigeste mand. En tid skal han have ejet omkring 150 faste ejendomme, hvoriblandt Moss Jernværk, der leverede kanoner til staten, det længe udmærket lønnende Hakedals Jernværk, en række bjergværker, mange til dels store jordegodser,
udstrakte skove og på een gang 40 skibe i søen. I mange år udskibede han omkring 170 ladninger trælast årlig, og 1792 var han den første norske reder for en Ostindiefarer.
Anker var, som slægtens øvrige medlemmer, en varm patriot, og de bestræbelser, som i hans tid blev gjort for at højne Norges økonomiske eller politiske selvstændighed, fandt hos ham redebon støtte og den mest storslåede offervillighed. I 1770'erne arbejdede han ivrig for oprettelsen af en nordisk rigsbank, og han lod ikke tanken herom fare, fordi den vakte regeringens mishag; 1796 optog han den på ny i en på fransk affattet afhandling i tidsskriften Hermoder.
Lige så interesseret viste han sig for planen om oprettelsen af et eget norsk universitet og tilbød for et sådant at erhverve P.F. Suhms bibliotek på 100 000 bind. Også denne plan strandede på regeringens bestemte modstand, idet den i København blev opfattet som udslag af norsk separatisme. At tendenser i den retning kunde tillægges ham, var så meget forklarligere, som personligt venskab for flere af kongehusets medlemmer ikke hindrede Anker fra såvel i 1770'erne som 1790'erne at deltage i hemmelige forhandlinger, som førtes mellem ledende svenske politikere og enkelte norske mænd om en forening mellem Norge og Sverige.
Skønt regeringen fulgte Ankers færd med mistankens årvågenhed, overøste den den vistnok fortjente, men derhos forfængelige og stærkt selvbevidste mand med smigrende æresbevisninger: Foruden at han, hans to brødre og to fættere 1778 blev optagne i den danske adelsstand, blev han 1790 udnævnt til konferensråd, 1792 til kammerherre, fik 1803 Dannebrogsordenen, en dengang overordentlig sjælden udmærkelse, og han fik 1804 tilbud om at blive finansminister – en kaldelse, han dog afslog af hensyn til sine forretninger.
Anker var en rundhåndet, storstilet donator. Sammen med sin hustru oprettede han 1778 det endnu bestående "Ankerske Waisenhus" i Kristiania; til denne bys krigsskole skænkede han en prægtig bygning foruden sit bibliotek og store samlinger; den af ham beboede gård, det såkaldte "Palæ" i Kristiania, skænkede han til offentlig brug, og den var senere en lang årrække kongebolig. Hans private godgørenhed var fyrstelig storartet.
Lige over for litteraturen og videnskaben nøjedes Anker ikke med at være en altid redebon mæcen; han optrådte også selv som forfatter med et ingenlunde ringe antal afhanldinger, taler, dramaer, digte, som i alt fald bringer mange vidnesbyrd om forfatterens intelligens, mangesidige kundskaber og fransk kultiverede smag i tidens ånd.
Anker var medlem af Videnskabsselskaberne i Trondhjem, Stockholm og London, og æresmedlem af Kunstakademiet i København. Han var Midtpunktet i det stærkt pulserende, af en frivol elegance retoucherede selskabsliv i datidens Kristiania. Her optrådte han også personlig agerende: som digter, skuespiller, deklamator, forelæser. Berømt også i udlandet var hans enestående storstilede gæstfrihed. I det hele var Anker en virkelig fuldendt type på en grand-seigneur fra 18. århundredes samfund.
Da hustruen 1801 var afgået ved døden efter et barnløst ægteskab, opsatte Anker sit testamente, hvori det blev bestemt, at boets masse, som ved Ankers død udgjorde halvanden million rigsdaler i rede midler foruden en halv million i usikre fordringer, skulde holdes samlet som et fideikommis, hvis renter skulde komme dels hans broderbørn, dels forskellige velgørende institutioner til gode.
Overdrevne krav fra slægtens side, krigsårenes hårde tryk, handelens nedgang, kostbar administration, pengevæsenets forvirring med forrykkelse af alle værdiforhold i årene om 1814 og endelig store tab som følge af den vældige ildsvåde, som 4. maj 1819 hærgede trælastoplagene i Kristiania, bevirkede, at fideikommisset december samme år måtte overgives til skiftebehandling af en særkommission.
Da denne 1832 havde nedlagt sit hverv, var resterne af formuen, omkring én million kroner reddet, og har senere været forvaltet som en legatstiftelse, "De Ankerske Broderbørns Midler", hvoraf descendenterne fremdeles nyder godt.